# Priče heroja Vukovara
Priče heroja Vukovara je hrvatski dokumentarni film iz 2011. godine, u proizvodnji MISSART-a, redatelja Eduarda Galića, a za Večernji list i 24sata. Stručni suradnik i ilustrator u izradi dokumentarnog filma bio je Nenad Barinić.